# 新堡子乡
新堡子乡是中国陕西省咸阳市彬县下辖的一个乡。

## 行政区划
新堡子乡下辖以下行政区：
新堡子村、大有村、富有村、景村、李西村、姚联村、断泾村、四兴村、公主川村